# Peter Görnert
Peter Görnert (* 1. Juli 1943 in Gablonz, Reichsgau Sudetenland; † 12. Dezember 2023 in Jena) war ein deutscher Physiker, Materialwissenschaftler und Hochschullehrer.

## Leben und Werk
Görnert studierte von 1963 bis 1968 Physik an der Friedrich-Schiller-Universität Jena. Nach Abschluss des Studiums nahm er seine Arbeit am Institut für Magnetwerkstoffe der Akademie der Wissenschaften der DDR (AdW), ab 1982 Physikalisch-Technisches Institut (PTI), auf. Er promovierte im Jahre 1971 an der Technischen Universität Dresden zum Dr. rer. nat. mit der Arbeit Über den Beitrag von Co2+-Ionen in Mg-Ferriteinkristallen zur magnetischen Relaxation. Im Jahre 1983 habilitierte er sich mit der Arbeit Beiträge zum Kristallwachstum in Hochtemperaturlösungen: Theorie und Experiment. Im Jahre 1987 wurde er zum Professor für Festkörperphysik ernannt.
Von 1992 bis 1996 war Görnert Leiter des Bereichs Materialwissenschaften im nach der Wende neu gegründeten Thüringer Institut für Physikalische Hochtechnologien (IPHT). Im Jahre 1996 wechselte er zu INNOVENT e. V., einer unabhängigen Industrieforschungseinrichtung in Jena. Dort baute er den Forschungsbereich Magnetische und Optische Systeme auf, den er bis zu seiner Emeritierung im Jahre 2013 leitete. Görnert förderte die Ausgründung der Matesy GmbH, einer Firma mit Kernkompetenzen im Bereich des Magnetismus, der optischen Struktur- und Profilmessung und der Drallprüfung. Im Jahre 2001 wurde er Mitglied der Leibniz-Sozietät der Wissenschaften zu Berlin.
Görnerts wissenschaftliches Hauptarbeitsgebiet umfasste die Untersuchung magnetischer Eigenschaften von oxidischen, ferritischen Spinell- und Granatkristallen sowie von Hochtemperatur-Supraleitern. Er war Autor oder Mitautor von über 100 begutachteten Publikationen in internationalen Fachzeitschriften.
1993 erhielt Görnert den Preis der Deutschen Gesellschaft für Kristallwachstum und Kristallzüchtung (DGKK) für seine langjährige Arbeit auf diesem Gebiet.
Peter Görnert verstarb am 12. Dezember 2023 in Jena.